# Успение Богородично (Габаре)
„Успение Богородично“ е православен храм в оряховското село Габаре, България, част от Врачанската епархия на Българската патриаршия.

## История
Веднага след създаването на Княжество България в 1879 година в селото е построена училищната сграда, в която една стая е приспособена за параклис. През август 1885 година в центъра на селото започва строежът на църквата. Начело е тревненският майстор Ганчо Ганчев, а брат му Недялко Ганчов е автор на зидания иконостас. Храмът е завършен в 1887 година, като е каменна кръстокуполна сграда с камбанадия над входа. Камбаната на храма е отлята на място, в глинен калъп, като за нея жителите на селото даряват железни, бакърени, сребърни и златни накити, съдове, монети и други.
Зографията на храма от 1893 или 1895 година е дело на дебърските майстори Велко Илиев и брат му Мирон Илиев. Стенописите са с добър колорит, като едни от най-хубавите са изображенията на Света великомъченица Варвара и на Квета Богородица. Под някои от стенописите са изписани имената на дарителите: „Подариха Драган Неделков и Христо Ценов за душевно спасение“ или „Подари Петко Николов с дом и чеда за душевно спасение и Петко Цолов“, „Подари Иван Ралов от с. Кунино с дом и чада за душевно спасение и Цако Лилов и Начо Танасов“.
Църквата е осветена на 18 октомври 1899 година, Свети Лука.
Свещеници, служили в храма са поп Кръсто, запопил се в 1856 година, поп Петър Вълков (от 1898 година) и поп Димитър Костов (от 1936 година).
В църковния двор има стар олтар с надпис:
| „ | Св. Богородица Под. Тод. Триф Вутко Хр Векю Андро Куна Йота Триф. Цвета“. | “ |